# Matlock, Derbyshire
Matlock är en stad i civil parish Matlock Town, i distriktet Derbyshire Dales, i grevskapet Derbyshire, i England. Orten har 11 265 invånare (2001). Staden nämndes i Domedagsboken (Domesday Book) år 1086, och kallades då Maslach.